# Cristina Ayala
Cristina Ayala Santamaría (Burgos, 17 de junio de 1972) es una abogada, política española miembro del Partido Popular y alcaldesa de Burgos desde junio de 2023, siendo la primera mujer en ocupar este cargo.

## Biografía
Abogada colegiada en el Ilustre Colegio de Abogados de Burgos.
Fue gerente del Grupo Acción Local Adeco-Camino para la gestión de Fondos Europeos, y en el año 2003 fue elegida concejal del Ayuntamiento de Burgos, donde ejerció como 4.ª Teniente de Alcalde, y como concejal de Obras, Medio Ambiente y Aguas. Además, en este año fue nombrada diputada provincial en la Diputación de Burgos, donde ejerció como portavoz del Equipo de Gobierno. 
Posteriormente, en 2007 fue elegida procuradora en las Cortes de Castilla y León por la provincia de Burgos, donde ejerció como asesora del Grupo Parlamentario Popular, para ser nombrada en 2011 miembro de la Dirección de Grupo Popular.
En junio de 2016 fue elegida senadora de la XII Legislatura en el Senado, donde fue portavoz adjunta del Grupo Parlamentario Popular, además de miembro titular de la Diputación Permanente. 
Además, fue viceportavoz de la Comisión de Reglamento, y vocal de las comisiones de Constitucional y Justicia, además de la Comisión de Investigación sobre la Elaboración y Autoría de la tesis Doctoral del Presidente del Gobierno, Pedro Sánchez. Por otra parte, fue ponente en la Ponencia de estudio sobre el funcionamiento del Senado y en la Propuesta de reforma del Reglamento del Senado por la que se modifica el artículo 178.
Dejó el Senado en 2023 después de ser elegida alcaldesa de Burgos.